# Richard Airey, I barone Airey
Lord Richard Airey, I barone Airey (Newcastle upon Tyne, 1803 – Leatherhead, 14 settembre 1881), è stato un generale britannico.

## Biografia
Nato a Newcastle upon Tyne, nel Northumberland, Airey era il figlio maggiore del tenente generale Sir George Airey e di sua moglie Catherine Talbot, figlia di Richard Talbot e Margaret Talbot, I baronessa Talbot di Malahide.
Airey fu educato al Royal Military College di Sandhurst ed entrò nell'esercito come cadetto ufficiale del 34º Reggimento a piedi nel 1821. Divenuto capitano nel 1825, prestò servizio nelle Isole Ionie (1827-1830), come aiutante di campo nello staff di Frederick Adam, e in Nord America (1830-1832), nello staff di Lord Aylmer. Nel 1838 Airey, con il grado di tenente colonnello, passò alle Horse Guards, come assistente dell'aiutante generale. Nel 1847 fu nominato assistente del quartiermastro generale, incarico che mantenne fino al 1851. Dal 1852 al 1854 fu segretario militare del comandante in capo, Lord Hardinge.

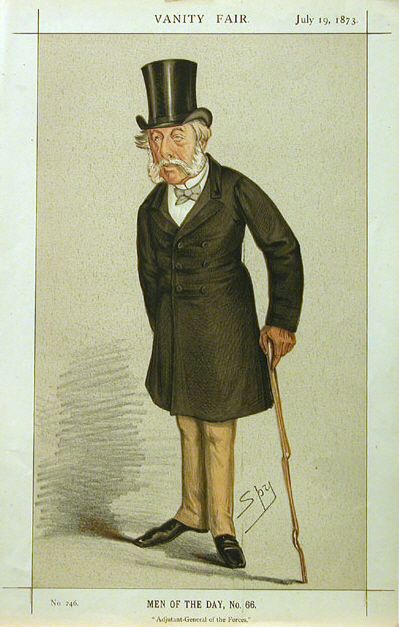
Caricatura di Lord Airey, Vanity Fair, 1873

Nel 1854 gli fu affidato un comando di brigata nell'esercito inviato in Oriente, ma fu rapidamente trasferito al gravoso e difficile incarico di quartiermastro generale sotto Lord Raglan, ai cui ordini prestò servizio durante la guerra di Crimea. Fu giudicato molto positivamente dai suoi superiori, Lord Raglan e Sir James Simpson. Fu nominato maggiore generale nel dicembre 1854 e insignito del titolo di cavaliere commendatore dell'Ordine del Bagno. Seguendo le istruzioni di Raglan, Airey emanò il fatidico ordine della carica della Brigata Leggera. Ricevette critiche per l'incompetenza nella fornitura di rifornimenti e trasporti. Al suo ritorno in Inghilterra, Airey chiese un'inchiesta, che ebbe luogo sotto la guida di Lord Seaton e che lo scagionò completamente, ma non si riprese mai dagli effetti della persecuzione da parte dei suoi critici.
Nel 1855 tornò a Londra per diventare quartiermastro generale delle forze armate in patria. Nel 1862 fu promosso tenente generale e dal 1865 al 1870 fu governatore di Gibilterra. Venne nominato cavaliere di Gran Croce dell'Ordine del Bagno nel 1867. Nel 1870 divenne aiutante generale delle forze armate presso il Quartier Generale e l'anno successivo raggiunse il grado di generale. Il 29 novembre 1876, al momento del pensionamento, fu elevato a pari del Regno Unito come "Barone Airey, di Killingworth, nella contea di Northumberland". Nel 1879-1880 presiedette la celebre Commissione Airey sulla riforma dell'esercito.

## Famiglia
Nel 1838 sposò la cugina Harriet Mary Everard Talbot (morta il 28 luglio 1881), figlia di James Talbot, III barone Talbot di Malahide. La loro unica figlia, Katherine Margaret Airey (morta il 22 maggio 1896), sposò Sir Geers Cottrell, III baronetto. Airey morì nella casa di Lord Wolseley, a Leatherhead  nel Surrey. Con la sua morte il titolo si estinse.